# جيمس س. باركس
جيمس س. باركس (بالإنجليزية: James C. Parks)‏ هو عالم نبات أمريكي، ولد في 1942، وتوفي في 2002.